# Josh Wagenaar
Josh Wagenaar, est un footballeur canadien né le 26 février 1985 à Grimsby.